# Mistrzostwa Litwy w piłce siatkowej mężczyzn (2021/2022)
Mistrzostwa Litwy w piłce siatkowej mężczyzn 2021/2022 (oficjalna nazwa: TOP SPORT Lietuvos vyrų tinklinio čempionatas 2021/2022) – 81. sezon rozgrywek o mistrzostwo Litwy (wliczając mistrzostwa Kowna oraz mistrzostwa Litewskiej SRR) zorganizowany przez Litewski Związek Piłki Siatkowej (lit. Lietuvos tinklinio federacija, LTF). Zainaugurowany został 16 października 2021 roku i trwał do 3 kwietnia 2022 roku. 
W sezonie 2021/2022 o mistrzostwo Litwy rywalizowało 5 drużyn. Rozgrywki składały się z fazy zasadniczej oraz fazy play-off. Faza play-off obejmowała dwie rundy wstępne, półfinały, mecze o 3. miejsce oraz finały. Amber-Arlanga Gorżdy jako uczestnik ligi bałtyckiej w mistrzostwach Litwy uczestniczył od półfinałów fazy play-off. W fazie play-off brały udział także cztery najlepsze zespoły fazy zasadniczej drugiego poziomu rozgrywkowego (I ligi).
Po raz trzeci mistrzem Litwy został klub Amber-Arlanga Gorżdy. Drugie miejsce zajęła Sūduva Mariampol, natomiast trzecie – RIO-Startas Kowno.
W sezonie 2021/2022 żaden litewski klub nie uczestniczył w europejskich pucharach.

## System rozgrywek
Mistrzostwa Litwy w sezonie 2021/2022 składają się z fazy zasadniczej oraz fazy play-off.

### Faza zasadnicza
W fazie zasadniczej uczestniczą 4 drużyny. Rozgrywają one ze sobą po cztery spotkania systemem kołowym (każdy z każdym – dwa mecze u siebie i dwa rewanże na wyjeździe). Miejsce zajęte w fazie zasadniczej decyduje o rozstawieniu w fazie play-off.
Ze względu na udział w lidze bałtyckiej zespół Amber-Arlanga Gorżdy rozgrywki rozpoczyna od półfinałów fazy play-off.

### Faza play-off
Faza play-off składa się z dwóch rund wstępnych, półfinałów, meczów o 3. miejsce i finałów. W tej fazie uczestniczą także cztery najlepsze drużyny fazy zasadniczej I ligi. Nie podlegają one jednak ostatecznej klasyfikacji, o ile nie awansują do półfinałów.
I runda

W I rundzie fazy play-off biorą udział zespoły, które w fazie zasadniczej mistrzostw Litwy zajęły miejsca 3-4, a także dwie najlepsze drużyny fazy zasadniczej I ligi. Tworzą one pary według klucza:
- para 1: 3. miejsce w fazie zasadniczej mistrzostw Litwy – 2. miejsce w fazie zasadniczej I ligi;
- para 2: 4. miejsce w fazie zasadniczej mistrzostw Litwy – 1. miejsce w fazie zasadniczej I ligi.

Rywalizacja w parach toczy się do dwóch zwycięstw ze zmianą gospodarza po każdym meczu. Gospodarzem pierwszego spotkania jest drużyna z mistrzostw Litwy.
II runda

W II rundzie fazy play-off uczestniczą zwycięzcy w parach I rundy, zespoły, które w fazie zasadniczej mistrzostw Litwy zajęły miejsca 1-2, a także te, które w fazie zasadniczej I ligi uplasowały się na miejscach 3-4. Tworzą one pary według klucza:
- para 1: 1. miejsce w fazie zasadniczej mistrzostw Litwy – 4. miejsce w fazie zasadniczej I ligi;
- para 2: 2. miejsce w fazie zasadniczej mistrzostw Litwy – 3. miejsce w fazie zasadniczej I ligi;
- para 3: zwycięzca w parze 1 I rundy – zwycięzca w parze 2 I rundy.

Rywalizacja w parach toczy się do dwóch zwycięstw ze zmianą gospodarza po każdym meczu. Gospodarzem pierwszego spotkania jest drużyna z mistrzostw Litwy lub jeżeli oba zespoły są z tego samego poziomu rozgrywkowego – ta, która w fazie zasadniczej zajęła wyższe miejsce.
Półfinały

W półfinałach fazy play-off uczestniczą zwycięzcy w parach II rundy oraz Amber-Arlanga Gorżdy. Tworzą one pary według klucza:
- para 1: Amber-Arlanga Gorżdy – zwycięzca w parze 3 II rundy;
- para 2: zwycięzca w parze 1 II rundy – zwycięzca w parze 2 II rundy.

Rywalizacja w parach toczy się do dwóch zwycięstw na tych samych zasadach co w II rundzie.
Mecze o 3. miejsce

O 3. miejsce grają drużyny, które przegrały w parach półfinałowych. Rywalizacja toczy się w formie dwumeczu. Jeżeli oba zespoły wygrają po jednym meczu, odbywa się tzw. złoty set grany do 15 punktów z dwoma punktami przewagi jednej z drużyn.
Finał

O mistrzostwo Litwy grają drużyny, które wygrały w parach półfinałowych. Rywalizacja toczy się w formie dwumeczu. Jeżeli oba zespoły wygrają po jednym meczu, odbywa się tzw. złoty set grany do 15 punktów z dwoma punktami przewagi jednej z drużyn.

## Drużyny uczestniczące
| | Mistrzostwa Litwy 2021/2022 |   |
| --- | --------------------------- | - |
| AMB | Amber-Arlanga Gorżdy        | 1 |
| RIO | RIO-Startas Kowno           | 2 |
| ELG | Elga-Master Idea SM Dubysa  | 3 |
| SŪD | Sūduva Mariampol            | 4 |
| | Awans z I ligi              |   |
| VU | Vilniaus universitetas      | 2 |
| Oznaczenia: - kolumna pierwsza – skróty nazw drużyn wpisane na mapie (jeśli ta została zamieszczona), - kolumna trzecia – miejsce zajęte przez daną drużynę w poprzednim sezonie. |                             |   |

Uwaga: W fazie play-off uczestniczyły także cztery najlepsze zespoły fazy zasadniczej I ligi, tj.: Kelmė, Vakarų tinklinis Palanga, Marito Kowno oraz  RIO-Startas Kowno 2.

## Hale sportowe
| Klub                        | Hala sportowa                               | Adres                                             | Miejscowość |       |
| --------------------------- | ------------------------------------------- | ------------------------------------------------- | ----------- | ----- |
| Amber-Arlanga Gorżdy        | Klaipėdos aps. VPK sporto salė              | Gamyklos g. 33 Gargždai, LT-96155                 | Gorżdy      |       |
| Elga-Master Idea SM Dubysa  | Šiaulių sporto centras "Dubysa"             | Gumbinės g. 18A Šiauliai, LT-77166                | Szawle      |       |
| RIO-Startas Kowno           | Kauno sporto mokykla "Startas"              | Miško g. 3 Kaunas, LT-44321                       | Kowno       | [ a ] |
| RIO-Startas Kowno           | RIO sporto arena                            | Kaunakiemio g. 5 Kaunas, LT-44351                 | Kowno       | [ a ] |
| RIO-Startas Kowno           | VDU Prezidento Valdo Adamkaus sporto centro | Studentų g. 9A Akademija, Kauno r. sav., LT-53361 | Akademia    | [ a ] |
| Sūduva Mariampol            | Marijampolės sporto centro sporto salė      | Gamyklų g. 1 Marijampolė, LT-68108                | Mariampol   |       |
| Vilniaus universitetas      | VU Sveikatos ir sporto centras              | Saulėtekio al. 2 Vilnius, LT-10222                | Wilno       |       |
| Finały i mecze o 3. miejsce | LSC sporto kompleksas "Druskininkai"        | M. K. Čiurlionio g. 115A Druskininkai, LT-66161   | Druskieniki |       |

## Trenerzy
| Klub                       | Pierwszy trener    | Drugi trener         |
| -------------------------- | ------------------ | -------------------- |
| Amber-Arlanga Gorżdy       | Austris Štāls      | Serhij Szczehol      |
| Elga-Master Idea SM Dubysa | Modestas Strockis  | Aivaras Strockis     |
| RIO-Startas Kowno          | Gilbertas Kerpė    | Alanas Silkinas      |
| Sūduva Mariampol           | Romas Sujeta       | Audrius Aleknavičius |
| Vilniaus universitetas     | Algirdas Bučinskas | —                    |

## Faza zasadnicza

### Tabela wyników
I i II runda
| Gospodarz \ Gość1          | RIO | ELG | SŪD | VU  |
| -------------------------- | --- | --- | --- | --- |
| RIO-Startas Kowno          | -   | 3:0 | 0:3 | 3:0 |
| Elga-Master Idea SM Dubysa | 1:3 | -   | 0:3 | 3:2 |
| Sūduva Mariampol           | 3:2 | 3:0 | -   | 3:0 |
| Vilniaus universitetas     | 0:3 | 0:3 | 0:3 | -   |

III i IV runda
| Gospodarz \ Gość1          | RIO | ELG | SŪD | VU  |
| -------------------------- | --- | --- | --- | --- |
| RIO-Startas Kowno          | -   | 3:2 | 0:3 | 1:3 |
| Elga-Master Idea SM Dubysa | 3:0 | -   | 0:3 | 3:0 |
| Sūduva Mariampol           | 3:0 | 3:0 | -   | 3:0 |
| Vilniaus universitetas     | 1:3 | 3:2 | 1:3 | -   |

Źródło: LTF – Data Project (lit.)
1 Drużyna gospodarzy jest wymieniona po lewej stronie tabeli.
Kolory:
  zwycięstwo gospodarzy 3:0 lub 3:1
  zwycięstwo gospodarzy 3:2
  zwycięstwo gości 3:0 lub 3:1
  zwycięstwo gości 3:2

### Terminarz i wyniki spotkań
| Data       | Godz. | Gospodarz                  | Rezultat                                | Gość                       | Widzów |
| ---------- | ----- | -------------------------- | --------------------------------------- | -------------------------- | ------ |
| I RUNDA    |       |                            |                                         |                            |        |
| 16.10.2021 | 14:00 | Elga-Master Idea SM Dubysa | 0:3 (16:25, 22:25, 20:25)               | Sūduva Mariampol           | 45     |
| 17.10.2021 | 14:00 | RIO-Startas Kowno          | 3:0 (25:14, 25:17, 25:20)               | Vilniaus universitetas     |        |
| 23.10.2021 | 16:00 | Vilniaus universitetas     | 0:3 (21:25, 16:25, 13:25)               | Sūduva Mariampol           | 45     |
| 31.10.2021 | 13:00 | Sūduva Mariampol           | 3:2 (19:25, 25:21, 25:21, 19:25, 15:12) | RIO-Startas Kowno          | 52     |
| 31.10.2021 | 14:00 | Elga-Master Idea SM Dubysa | 3:2 (25:21, 25:19, 22:25, 24:26, 15:5)  | Vilniaus universitetas     | 25     |
| 14.11.2021 | 14:00 | RIO-Startas Kowno          | 3:0 (25:22, 25:23, 25:18)               | Elga-Master Idea SM Dubysa | 50     |
| II RUNDA   |       |                            |                                         |                            |        |
| 23.10.2021 | 14:00 | Elga-Master Idea SM Dubysa | 1:3 (25:21, 16:25, 18:25, 23:25)        | RIO-Startas Kowno          | 40     |
| 14.11.2021 | 14:30 | Sūduva Mariampol           | 3:0 (25:21, 25:22, 25:16)               | Vilniaus universitetas     | 34     |
| 20.11.2021 | 12:30 | Sūduva Mariampol           | 3:0 (25:22, 25:20, 25:12)               | Elga-Master Idea SM Dubysa | 38     |
| 20.11.2021 | 16:00 | Vilniaus universitetas     | 0:3 (22:25, 17:25, 21:25)               | RIO-Startas Kowno          | 21     |
| 27.11.2021 | 16:00 | Vilniaus universitetas     | 0:3 (25:27, 19:25, 18:25)               | Elga-Master Idea SM Dubysa | 10     |
| 28.11.2021 | 14:00 | RIO-Startas Kowno          | 0:3 (15:25, 21:25, 26:28)               | Sūduva Mariampol           | 70     |
| III RUNDA  |       |                            |                                         |                            |        |
| 16.01.2022 | 14:00 | Elga-Master Idea SM Dubysa | 0:3 (25:27, 23:25, 18:25)               | Sūduva Mariampol           | 50     |
| 16.01.2022 | 14:00 | RIO-Startas Kowno          | 1:3 (25:16, 14:25, 19:25, 17:25)        | Vilniaus universitetas     |        |
| 22.01.2022 | 13:00 | Vilniaus universitetas     | 1:3 (21:25, 19:25, 28:26, 18:25)        | Sūduva Mariampol           | 25     |
| 23.01.2022 | 14:00 | RIO-Startas Kowno          | 3:2 (17:25, 20:25, 25:23, 25:20, 15:10) | Elga-Master Idea SM Dubysa |        |
| 30.01.2022 | 14:00 | Elga-Master Idea SM Dubysa | 3:0 (25:13, 25:18, 25:21)               | Vilniaus universitetas     | 30     |
| 26.02.2022 | 12:30 | Sūduva Mariampol           | 3:0                                     | RIO-Startas Kowno          | —      |
| IV RUNDA   |       |                            |                                         |                            |        |
| 12.02.2022 | 16:00 | Vilniaus universitetas     | 1:3 (22:25, 20:25, 25:23, 26:28)        | RIO-Startas Kowno          | 19     |
| 13.02.2022 | 12:30 | Sūduva Mariampol           | 3:0 (25:18, 25:17, 25:14)               | Elga-Master Idea SM Dubysa | 90     |
| 19.02.2022 | 12:30 | Sūduva Mariampol           | 3:0 (25:15, 25:9, 25:11)                | Vilniaus universitetas     | 42     |
| 20.02.2022 | 14:00 | Elga-Master Idea SM Dubysa | 3:0 (25:18, 25:17, 26:24)               | RIO-Startas Kowno          | 45     |
| 26.02.2022 | 13:00 | Vilniaus universitetas     | 3:2 (23:25, 26:24, 19:25, 25:23, 15:11) | Elga-Master Idea SM Dubysa | 12     |
| 27.02.2022 | 14:00 | RIO-Startas Kowno          | 0:3                                     | Sūduva Mariampol           | —      |

### Tabela
| Lp. | Drużyna                    | Pkt | Mecze | Mecze | Mecze | Rodzaj wyniku | Rodzaj wyniku | Rodzaj wyniku | Rodzaj wyniku | Rodzaj wyniku | Rodzaj wyniku | Sety | Sety | Sety  | Małe punkty | Małe punkty | Małe punkty |
| Lp. | Drużyna                    | Pkt | M     | W     | P     | 3:0           | 3:1           | 3:2           | 2:3           | 1:3           | 0:3           | wyg. | prz. | stos. | zdob.       | str.        | stos.       |
| --- | -------------------------- | --- | ----- | ----- | ----- | ------------- | ------------- | ------------- | ------------- | ------------- | ------------- | ---- | ---- | ----- | ----------- | ----------- | ----------- |
| 1   | Sūduva Mariampol           | 35  | 12    | 12    | 0     | 10            | 1             | 1             | 0             | 0             | 0             | 36   | 3    | 12    | 809         | 623         | 1.299       |
| 2   | RIO-Startas Kowno          | 18  | 12    | 6     | 6     | 3             | 2             | 1             | 1             | 1             | 4             | 21   | 22   | 0.955 | 824         | 800         | 1.03        |
| 3   | Elga-Master Idea SM Dubysa | 13  | 12    | 4     | 8     | 3             | 0             | 1             | 2             | 1             | 5             | 17   | 26   | 0.654 | 922         | 952         | 0.968       |
| 4   | Vilniaus universitetas     | 6   | 12    | 2     | 10    | 0             | 1             | 1             | 1             | 2             | 7             | 10   | 33   | 0.303 | 843         | 1023        | 0.824       |

Źródło: LTF – Data Project
Punktacja: 3:0 i 3:1 – 3 pkt; 3:2 – 2 pkt; 2:3 – 1 pkt; 1:3 i 0:3 – 0 pkt
Zasady ustalania kolejności: 1. liczba punktów; 2. liczba zwycięstw; 3. stosunek setów; 4. stosunek małych punktów; 5. bilans w bezpośrednich meczach
     faza play-off – I runda
     faza play-off – II runda

## Faza play-off

### Drabinka
|  |         |                            |         |                            |         |   |                   |                            |                            |                   |                   |                   |                   |                   |           |           |           |           |           |  |  |        |        |        |        |        |
|  | I runda | I runda                    | I runda | I runda                    | I runda |   |                   | II runda                   | II runda                   | II runda          | II runda          | II runda          |                   |                   | Półfinały | Półfinały | Półfinały | Półfinały | Półfinały |  |  | Finały | Finały | Finały | Finały | Finały |
|  | I runda | I runda                    | I runda | I runda                    | I runda |   |                   | II runda                   | II runda                   | II runda          | II runda          | II runda          |                   |                   | Półfinały | Półfinały | Półfinały | Półfinały | Półfinały |  |  | Finały | Finały | Finały | Finały | Finały |
|  |         |                            |         |                            |         |   |                   |                            |                            |                   |                   |                   |                   |                   |           |           |           |           |           |  |  |        |        |        |        |        |
|  |         |                            |         |                            |         |   |                   |                            |                            |                   |                   |                   |                   |                   |           |           |           |           |           |  |  |        |        |        |        |        |
|  |         |                            |         |                            |         |   |                   |                            |                            |                   |                   |                   |                   |                   |           |           |           |           |           |  |  |        |        |        |        |        |
|  |         |                            |         |                            |         |   |                   |                            |                            |                   |                   |                   |                   |                   |           |           |           |           |           |  |  |        |        |        |        |        |
|  |         |                            |         |                            |         |   |                   |                            |                            |                   |                   |                   |                   |                   |           |           |           |           |           |  |  |        |        |        |        |        |
|  |         |                            |         |                            |         |   |                   |                            |                            |                   |                   |                   |                   |                   |           |           |           |           |           |  |  |        |        |        |        |        |
|  |         |                            |         |                            |         |   |                   |                            |                            |                   |                   |                   |                   |                   |           |           |           |           |           |  |  |        |        |        |        |        |
|  |         |                            |         |                            |         |   |                   |                            |                            |                   |                   |                   |                   |                   |           |           |           |           |           |  |  |        |        |        |        |        |
|  |         |                            |         |                            |         |   |                   |                            |                            |                   |                   |                   |                   |                   |           |           |           |           |           |  |  |        |        |        |        |        |
|  |         |                            |         |                            |         |   |                   |                            |                            |                   |                   |                   |                   |                   |           |           |           |           |           |  |  |        |        |        |        |        |
|  |         |                            |         |                            |         |   |                   |                            |                            |                   |                   |                   |                   |                   |           |           |           |           |           |  |  |        |        |        |        |        |
|  | 1       | Amber-Arlanga Gorżdy       | 3       | 3                          |         |   |                   |                            |                            |                   |                   |                   |                   |                   |           |           |           |           |           |  |  |        |        |        |        |        |
|  | 1       | Amber-Arlanga Gorżdy       | 3       | 3                          |         |   |                   |                            |                            |                   |                   |                   |                   |                   |           |           |           |           |           |  |  |        |        |        |        |        |
|  |         |                            | 4       | Elga-Master Idea SM Dubysa | 0       | 0 |                   |                            |                            |                   |                   |                   |                   |                   |           |           |           |           |           |  |  |        |        |        |        |        |
|  | 4       | Elga-Master Idea SM Dubysa | 4       | Elga-Master Idea SM Dubysa | 0       | 0 | 3                 | 3                          |                            |                   |                   |                   |                   |                   |           |           |           |           |           |  |  |        |        |        |        |        |
|  | 4       | Elga-Master Idea SM Dubysa |         |                            |         |   |                   |                            |                            |                   |                   |                   |                   |                   |           |           |           |           |           |  |  |        |        |        |        |        |
|  | I-2     | Vakarų tinklinis Palanga   | 2       | 0                          |         |   |                   |                            |                            |                   |                   |                   |                   |                   |           |           |           |           |           |  |  |        |        |        |        |        |
|  | I-2     | Vakarų tinklinis Palanga   | 2       | 0                          |         |   | 4                 | Elga-Master Idea SM Dubysa | 3                          | 1                 | 3                 |                   |                   |                   |           |           |           |           |           |  |  |        |        |        |        |        |
|  |         |                            |         |                            |         |   | 4                 | Elga-Master Idea SM Dubysa | 3                          | 1                 | 3                 |                   |                   |                   |           |           |           |           |           |  |  |        |        |        |        |        |
|  |         |                            | I-1     | Kelmė                      | 0       | 3 | 1                 |                            |                            |                   |                   |                   |                   |                   |           |           |           |           |           |  |  |        |        |        |        |        |
|  | 5       | Vilniaus universitetas     | I-1     | Kelmė                      | 0       | 3 | 1                 | 3                          | 0                          | 1                 |                   |                   |                   |                   |           |           |           |           |           |  |  |        |        |        |        |        |
|  | 5       | Vilniaus universitetas     |         |                            |         |   |                   |                            |                            | 1                 |                   |                   |                   |                   |           |           |           |           |           |  |  |        |        |        |        |        |
|  | I-1     | Kelmė                      | 2       | 3                          | 3       |   |                   |                            |                            |                   |                   |                   |                   |                   |           |           |           |           |           |  |  |        |        |        |        |        |
|  | I-1     | Kelmė                      | 2       | 3                          | 3       |   |                   | 1                          | Amber-Arlanga Gorżdy       | 2                 | 3                 | 1 (15)            |                   |                   |           |           |           |           |           |  |  |        |        |        |        |        |
|  |         |                            |         |                            |         |   |                   |                            |                            |                   |                   |                   |                   |                   |           |           |           |           |           |  |  |        |        |        |        |        |
|  |         |                            | 2       | Sūduva Mariampol           | 3       | 0 | 1 (11)            |                            |                            |                   |                   |                   |                   |                   |           |           |           |           |           |  |  |        |        |        |        |        |
|  |         |                            |         |                            |         | 0 | 1 (11)            |                            |                            |                   |                   |                   |                   |                   |           |           |           |           |           |  |  |        |        |        |        |        |
|  |         |                            |         |                            |         |   |                   |                            |                            |                   |                   |                   |                   |                   |           |           |           |           |           |  |  |        |        |        |        |        |
|  |         |                            |         |                            |         |   |                   |                            |                            |                   |                   |                   |                   |                   |           |           |           |           |           |  |  |        |        |        |        |        |
|  | 2       | Sūduva Mariampol           | 3       | 3                          |         |   |                   |                            |                            |                   |                   |                   |                   |                   |           |           |           |           |           |  |  |        |        |        |        |        |
|  | 2       | Sūduva Mariampol           | 3       | 3                          |         |   |                   |                            |                            |                   |                   |                   |                   |                   |           |           |           |           |           |  |  |        |        |        |        |        |
|  | I-4     | RIO-Startas Kowno 2        | 0       | 0                          |         |   |                   |                            |                            |                   |                   |                   |                   |                   |           |           |           |           |           |  |  |        |        |        |        |        |
|  | I-4     | RIO-Startas Kowno 2        | 0       | 0                          |         |   |                   |                            |                            |                   |                   |                   |                   |                   |           |           |           |           |           |  |  |        |        |        |        |        |
|  |         |                            |         |                            |         |   |                   |                            |                            |                   |                   |                   |                   |                   |           |           |           |           |           |  |  |        |        |        |        |        |
|  |         |                            |         |                            |         |   |                   |                            |                            |                   |                   |                   |                   |                   |           |           |           |           |           |  |  |        |        |        |        |        |
|  | 2       | Sūduva Mariampol           | 3       | 3                          |         |   |                   |                            |                            |                   |                   |                   |                   |                   |           |           |           |           |           |  |  |        |        |        |        |        |
|  | 2       | Sūduva Mariampol           | 3       | 3                          |         |   |                   |                            |                            |                   |                   |                   |                   |                   |           |           |           |           |           |  |  |        |        |        |        |        |
|  |         |                            | 3       | RIO-Startas Kowno          | 1       | 1 |                   |                            |                            | Mecz o 3. miejsce | Mecz o 3. miejsce | Mecz o 3. miejsce | Mecz o 3. miejsce | Mecz o 3. miejsce |           |           |           |           |           |  |  |        |        |        |        |        |
|  |         |                            |         |                            |         | 1 |                   |                            |                            |                   |                   |                   |                   | Mecz o 3. miejsce |           |           |           |           |           |  |  |        |        |        |        |        |
|  |         |                            |         |                            |         |   |                   |                            |                            |                   |                   |                   |                   |                   |           |           |           |           |           |  |  |        |        |        |        |        |
|  |         |                            |         |                            |         |   |                   |                            |                            |                   |                   |                   |                   |                   |           |           |           |           |           |  |  |        |        |        |        |        |
|  | 3       | RIO-Startas Kowno          | 3       | 3                          |         | 3 | RIO-Startas Kowno | 3                          | 3                          | 2                 |                   |                   |                   |                   |           |           |           |           |           |  |  |        |        |        |        |        |
|  | 3       | RIO-Startas Kowno          | 3       | 3                          |         |   |                   |                            |                            | 2                 |                   |                   |                   |                   |           |           |           |           |           |  |  |        |        |        |        |        |
|  | I-3     | Marito Kowno               | 2       | 0                          |         |   |                   | 4                          | Elga-Master Idea SM Dubysa | 2                 | 1                 | 0                 |                   |                   |           |           |           |           |           |  |  |        |        |        |        |        |
|  | I-3     | Marito Kowno               | 2       | 0                          |         |   |                   |                            |                            | 2                 | 1                 | 0                 |                   |                   |           |           |           |           |           |  |  |        |        |        |        |        |

### I runda
(do dwóch zwycięstw)
| Data                           | Godz.                          | Gospodarz                      | Rezultat                                | Gość                           | Widzów                         |
| ------------------------------ | ------------------------------ | ------------------------------ | --------------------------------------- | ------------------------------ | ------------------------------ |
| Elga-Master Idea SM Dubysa (4) | Elga-Master Idea SM Dubysa (4) | Elga-Master Idea SM Dubysa (4) | 2 – 0                                   | (I-2) Vakarų tinklinis Palanga | (I-2) Vakarų tinklinis Palanga |
| 05.03.2022                     | 14:00                          | Elga-Master Idea SM Dubysa     | 3:2 (24:26, 25:16, 19:25, 27:25, 15:9)  | Vakarų tinklinis Palanga       | 30                             |
| 06.03.2022                     | 16:30                          | Vakarų tinklinis Palanga       | 0:3 (18:25, 15:25, 15:25)               | Elga-Master Idea SM Dubysa     | 30                             |
| Vilniaus universitetas (5)     | Vilniaus universitetas (5)     | Vilniaus universitetas (5)     | 1 – 2                                   | (I-1) Kelmė                    | (I-1) Kelmė                    |
| 05.03.2022                     | 14:00                          | Vilniaus universitetas         | 3:2 (25:23, 25:22, 14:25, 16:25, 15:11) | Kelmė                          | 20                             |
| 06.03.2022                     | 14:00                          | Kelmė                          | 3:0 (25:20, 25:14, 25:20)               | Vilniaus universitetas         |                                |
| 11.03.2022                     | 13:00                          | Vilniaus universitetas         | 1:3 (25:23, 23:25, 23:25, 22:25)        | Kelmė                          | 30                             |

### II runda
(do dwóch zwycięstw)
| Data                           | Godz.                          | Gospodarz                      | Rezultat                                | Gość                       | Widzów                    |
| ------------------------------ | ------------------------------ | ------------------------------ | --------------------------------------- | -------------------------- | ------------------------- |
| Sūduva Mariampol (2)           | Sūduva Mariampol (2)           | Sūduva Mariampol (2)           | 2 – 0                                   | (I-4) RIO-Startas Kowno 2  | (I-4) RIO-Startas Kowno 2 |
| 05.03.2022                     | 12:30                          | Sūduva Mariampol               | 3:0 (25:9, 25:20, 25:18)                | RIO-Startas Kowno 2        | 34                        |
| 12.03.2022                     | 16:00                          | RIO-Startas Kowno 2            | 0:3 (19:25, 13:25, 19:25)               | Sūduva Mariampol           | 30                        |
| RIO-Startas Kowno (3)          | RIO-Startas Kowno (3)          | RIO-Startas Kowno (3)          | 2 – 0                                   | (I-3) Marito Kowno         | (I-3) Marito Kowno        |
| 06.03.2022                     | 16:00                          | RIO-Startas Kowno              | 3:2 (25:23, 25:12, 20:25, 19:25, 15:12) | Marito Kowno               | 50                        |
| 11.03.2022                     | 14:00                          | Marito Kowno                   | 0:3 (25:27, 21:25, 20:25)               | RIO-Startas Kowno          | 40                        |
| Elga-Master Idea SM Dubysa (4) | Elga-Master Idea SM Dubysa (4) | Elga-Master Idea SM Dubysa (4) | 2 – 0                                   | (I-1) Kelmė                | (I-1) Kelmė               |
| 12.03.2022                     | 14:00                          | Elga-Master Idea SM Dubysa     | 3:0 (25:23, 25:19, 25:16)               | Kelmė                      | 50                        |
| 13.03.2022                     | 14:00                          | Kelmė                          | 3:1 (25:21, 25:23, 22:25, 26:24)        | Elga-Master Idea SM Dubysa | 60                        |
| 19.03.2022                     | 14:00                          | Elga-Master Idea SM Dubysa     | 3:1 (25:13, 21:25, 25:18, 25:21)        | Kelmė                      | 55                        |

### Półfinały
(do dwóch zwycięstw)
| Data                     | Godz.                    | Gospodarz                  | Rezultat                         | Gość                           | Widzów                         |
| ------------------------ | ------------------------ | -------------------------- | -------------------------------- | ------------------------------ | ------------------------------ |
| Amber-Arlanga Gorżdy (1) | Amber-Arlanga Gorżdy (1) | Amber-Arlanga Gorżdy (1)   | 2 – 0                            | (4) Elga-Master Idea SM Dubysa | (4) Elga-Master Idea SM Dubysa |
| 26.03.2022               | 16:00                    | Amber-Arlanga Gorżdy       | 3:0 (25:22, 25:15, 25:17)        | Elga-Master Idea SM Dubysa     | 54                             |
| 27.03.2022               | 14:00                    | Elga-Master Idea SM Dubysa | 0:3 (20:25, 9:25, 11:25)         | Amber-Arlanga Gorżdy           | 55                             |
| Sūduva Mariampol (2)     | Sūduva Mariampol (2)     | Sūduva Mariampol (2)       | 2 – 0                            | (3) RIO-Startas Kowno          | (3) RIO-Startas Kowno          |
| 26.03.2022               | 12:30                    | Sūduva Mariampol           | 3:1 (25:12, 19:25, 25:21, 25:21) | RIO-Startas Kowno              | 72                             |
| 27.03.2022               | 15:00                    | RIO-Startas Kowno          | 1:3 (19:25, 25:16, 10:25, 15:25) | Sūduva Mariampol               | 70                             |

### Mecze o 3. miejsce
(dwumecz)
| Data                  | Godz.                 | Gospodarz                  | Rezultat                                | Gość                           | Widzów                         |
| --------------------- | --------------------- | -------------------------- | --------------------------------------- | ------------------------------ | ------------------------------ |
| RIO-Startas Kowno (3) | RIO-Startas Kowno (3) | RIO-Startas Kowno (3)      | 2 – 0                                   | (4) Elga-Master Idea SM Dubysa | (4) Elga-Master Idea SM Dubysa |
| 02.04.2022            | 13:30                 | RIO-Startas Kowno          | 3:2 (21:25, 25:23, 21:25, 25:18, 19:17) | Elga-Master Idea SM Dubysa     | 263                            |
| 03.04.2022            | 13:30                 | Elga-Master Idea SM Dubysa | 1:3 (21:25, 18:25, 25:20, 22:25)        | RIO-Startas Kowno              | 248                            |

### Finały
(dwumecz)
| Data                     | Godz.                    | Gospodarz                | Rezultat                                | Gość                 | Widzów               |
| ------------------------ | ------------------------ | ------------------------ | --------------------------------------- | -------------------- | -------------------- |
| Amber-Arlanga Gorżdy (1) | Amber-Arlanga Gorżdy (1) | Amber-Arlanga Gorżdy (1) | 1 – 1                                   | (2) Sūduva Mariampol | (2) Sūduva Mariampol |
| 02.04.2022               | 18:30                    | Sūduva Mariampol         | 3:2 (25:17, 18:25, 20:25, 25:18, 21:19) | Amber-Arlanga Gorżdy | 315                  |
| 03.04.2022               | 18:30                    | Amber-Arlanga Gorżdy     | 3:0 (25:22, 25:13, 25:13)               | Sūduva Mariampol     | 347                  |
| —                        | —                        | Amber-Arlanga Gorżdy     | złoty set: 15:11                        | Sūduva Mariampol     | —                    |

## Klasyfikacja końcowa
| Poz. | Drużyna                    |
| ---- | -------------------------- |
| 1.   | Amber-Arlanga Gorżdy       |
| 2.   | Sūduva Mariampol           |
| 3.   | RIO-Startas Kowno          |
| 4.   | Elga-Master Idea SM Dubysa |
| 5.   | Vilniaus universitetas     |

## Nagrody indywidualne
| Nagroda                | Zawodnik                                 |
| ---------------------- | ---------------------------------------- |
| MVP                    | Linas Pertravičius (Sūduva Mariampol)    |
| Najlepsi przyjmujący   | Artūr Vincėlovič (Amber-Arlanga Gorżdy)  |
| Najlepsi przyjmujący   | Patrikas Stankevičius (Sūduva Mariampol) |
| Najlepsi środkowi      | Wiktor Szczekaluk (Amber-Arlanga Gorżdy) |
| Najlepsi środkowi      | Mykolas Suchanekas (RIO-Startas Kowno)   |
| Najlepszy atakujący    | Jaroslav Bogdanovič (RIO-Startas Kowno)  |
| Najlepszy rozgrywający | Dmytro Szłomin (Amber-Arlanga Gorżdy)    |
| Najlepszy libero       | Artūras Sitnikas (Amber-Arlanga Gorżdy)  |